# ووگ
یک ووگ یا تالاب جنگلی (به آلمانی: Woog) (از wâc، یک هیدرونیم آلمانی بالای میانه) نام محلی پیکره آبی ساکن در بخش‌هایی از جنوب غربی آلمان و عمدتاً در جنگل است. ووگ ممکن است منشأ طبیعی یا ساخته دست بشر باشد.